# Staatslabor
Das Staatslabor ist eine 2016 in Bern gegründete Denkfabrik, die Schweizer Behörden mit "innovativen" Verwaltungslösungen unterstützt.

## Geschichte und Ziele
2016 gründeten Alenka Bonnard, Danny Bürkli, Nicola Forster und Maximilian Stern das Staatslabor mit Unterstützung von Engagement Migros, dem Impact Hub Bern sowie der britischen Stiftung Centre for Public Impact. Der Verein versteht sich als Denkfabrik sowie als Vernetzungsplattform, welche die Schweizer Verwaltung auf den Stufen Bund, Kantone und Gemeinden bei innovativen Lösungen unterstützt. Damit entstehe ein konkurrenzloses Angebot für Governance-Dienstleistungen, schrieb die Digitaljournalistin Adrienne Fichter. Vorbilder waren Stiftungen wie die britische Nesta, das Behavioural Insights Team oder der französische Thinktank La 27ème, die sich der Erneuerung der Verwaltung verschreiben und mit denen Staatslabor inzwischen kooperiert. Verwaltungen seien mit immer komplexeren Problemen und dem technologischen Wandel konfrontiert, sagt Co-Direktorin Alenka Bonnard, deshalb wolle man ihnen den Zugang zu Innovationen erleichtern, wobei man stets von den Zielgruppen her denke.

## Aktivitäten

### Corona-Krise
Während der Corona-Krise berief das Eidgenössische Departement des Innern (EDI) die Geschäftsführer Bonnard und Bürkli ins Soundingboard des Krisenstabs, welcher den Bundesrat berät, wobei das Staatslabor – neben Wirtschaft und Forschung – als drittes Standbein die Zivilgesellschaft repräsentiert. An einer live übertragenen Pressekonferenz des EDI präsentierte Bonnard eine Webseite, mit der zivilgesellschaftliche Gruppen und Initiativen via Staatslabor Anliegen an den Krisenstab einspeisen und an zuständige Verwaltungsstellen gelangen können.
Und das Staatslabor gehörte zu den Initiatoren von Versus Virus, einer Serie von Hackathons unter der Schirmherrschaft des EDI und des WBF, mit denen man innovative Ideen für die Corona-Krise zu entwickeln sucht.

### Kooperation mit Verwaltungen
Das Eidgenössisches Departement für auswärtige Angelegenheiten EDA berief das Staatslabor in eine Arbeitsgruppe mit für die Erarbeitung des Berichts Die Schweiz in der Welt 2028, wobei Alenka Bonnard den Fokus auf die Modernisierung der Aussenpolitik und die Bedeutung neuer Technologien legte. Die Arbeitsgruppe erntete auch Kritik, weil von den drei Aussenstehenden – neben Bonnard – zwei Wirtschaftsexponenten waren. Das EDA konterte, mit Bonnard sei die sogenannte Zivilgesellschaft vertreten und es handle sich bei ihr um einen ausgesprochen freien Geist.
Für das Bundesamt für Kommunikation arbeitete das Staatslabor an der Formulierung einer digitalen Strategie für die Schweiz.
Daneben ist das Staatslabor tätig für Gemeinden und Städte, etwa für den Einbezug der Bevölkerung bei Problemlösung für Entsorgung+Recycling Stadt Bern (ERB) oder für die Fachstelle für Gleichberechtigung der Stadt Zürich.

### Denkfabrik & Innovationsförderung
Grosse Schweizer Unternehmungen wie Swisscom oder Swiss Life verwenden zur Innovationsförderung die Kickbox, ein von Adobe entwickeltes und als Open Source zur Verfügung gestelltes Instrument, das auf Design Thinking und Start up-Erfahrungen fusst. Da Verwaltungsangestellte sich am Gemeinwohl statt an Konkurrenz orientieren, adaptierte das Staatlabor die Kickbox zur Staatsbox, um bei Behörden Innovationsprozesse in Gang zu setzen.
Als Denkfabrik sammelt das Staatslabor gute Beispiele, wie Verwaltungen Probleme lösen. Der Schweizer Föderalismus helfe, weil sich Ideen auf kleiner Stufe testen liessen, bevor man sie etwa in einer grossen Stadt anwende. Mit einem Netzwerk an Experten sei man im steten Austausch, sie – sowie Verwaltungsvertreter – kommen in Interviews auf dem Blog zu Wort., In der Staatskantine sellen jeden ersten Donnerstag des Monats Experten aus unterschiedlichsten Bereichen ihre Erkenntnisse für Verwaltungsangestellte vor, beispielsweise über Anwendungsversuche und Probleme mit digitalen Identitätskarten oder Blockchain zur Digitalisierung öffentlicher Dienstleistungen.

## Organisation und Geschäftsführung
Das Staatslabor ist organisiert als nicht-profitorientierter Verein mit Standorten in Bern (Hauptsitz) und Zürich. Geschäftsleiterin ist seit der Gründung Alenka Bonnard, seit 2020 ist Danny Bürkli Co-Geschäftsleiter.